# Cantone di Selles-sur-Cher
Il Cantone di Selles-sur-Cher è una divisione amministrativa dell'arrondissement di Romorantin-Lanthenay.
A seguito della riforma approvata con decreto del 21 febbraio 2014, che ha avuto attuazione dopo le elezioni dipartimentali del 2015, è passato da 8 a 17 comuni.

## Composizione
Gli 8 comuni facenti parte prima della riforma del 2014 erano:
- Billy
- Gièvres
- Gy-en-Sologne
- Lassay-sur-Croisne
- Mur-de-Sologne
- Rougeou
- Selles-sur-Cher
- Soings-en-Sologne

Dal 2015 i comuni appartenenti al cantone sono i seguenti 17:
- Billy
- La Chapelle-Montmartin
- Châtres-sur-Cher
- Gièvres
- Gy-en-Sologne
- Langon
- Lassay-sur-Croisne
- Maray
- Mennetou-sur-Cher
- Mur-de-Sologne
- Orçay
- Pruniers-en-Sologne
- Saint-Julien-sur-Cher
- Saint-Loup
- Selles-sur-Cher
- Theillay
- Villefranche-sur-Cher